# Werner Meyer-Bodemann
Werner Meyer-Bodemann (* 8. November 1943 in Schkeuditz; † September 1995) war ein deutscher Landwirt und Politiker (DBD). Er gehörte 1990 der letzten Volkskammer der DDR an.

## Leben und Beruf
Meyer-Bodemann besuchte die Grundschule in Droyßig und die Oberschule in Zeitz. Danach absolvierte er zunächst eine Lehre zum Melker im VEG Aschersleben. Später studierte er Landwirtschaft an der Friedrich-Schiller-Universität in Jena. Das Studium schloss er als Diplom-Landwirt ab. Schließlich promovierte er extern an der Wilhelm-Pieck-Universität in Rostock zum Dr. agr.
Meyer-Bodemann war zunächst in seinem Ausbildungsbetrieb, dem VEG Aschersleben, in leitender Funktion tätig, später in den LPG in Menzlin und Anklam. 1985 wurde er Vorsitzender der LPG in Wagun. Dort wurde er später Inhaber und Leiter einer großen Öko-Farm, bis diese im Juni 1995 Konkurs anmelden musste.
Meyer-Bodemann war geschieden und hinterließ zwei Kinder.

## Politik
Seit 1977 war Meyer-Bodemann Mitglied der DBD. Seit 1987 gehörte er dem Parteivorstand an, 1990 wurde er stellvertretender Vorsitzender der Partei. Er war Stadtverordneter in Anklam.
Bei der Volkskammerwahl 1990 war Meyer-Bodemann Spitzenkandidat der DBD im Wahlkreis Neubrandenburg. Dort holte die Partei mit 6,3 Prozent das beste Ergebnis auf Wahlkreisebene, wodurch Meyer-Bodemann in die Volkskammer einzog. Im Parlament war er stellvertretender Vorsitzender der DBD/DFD-Fraktion. Zum 1. September 1990, nach der Auflösung von Partei und Fraktion, schloss er sich der CDU/DA-Fraktion an, sein Mandat endete mit Ablauf des 2. Oktober 1990.

## Tod
Im September 1995 kam Meyer-Bodemann, der bereits an einer schweren Krebserkrankung litt, bei einem Unfall ums Leben, als er mit seinem Auto gegen einen Baum fuhr.
Nach seinem Tod kam Meyer-Bodemann nochmal in die Schlagzeilen: Anfang 1997 wurde in den Medien verlautbart, dass die Galloway-Kuh Cindy, das vermutlich erste an BSE erkrankte Rind in Deutschland, auf seinem Hof gewesen sein soll.